# おまかせ! ピース電器店
『おまかせ! ピース電器店』（おまかせ! ピースでんきてん）は、能田達規による日本のSF漫画作品。『週刊少年チャンピオン』（秋田書店）1996年48号から2001年26号まで連載された。単行本は全24巻。
21世紀初頭の東京下町、杉並区高ヶ谷（架空の地名）を舞台に、電気店を営むピース一家が発明品を通じて様々な騒動を起こすSFコメディー。基本は一話完結形式のストーリーとなっている。作者が過去に『月刊アスキーコミック』で連載していた「がらくた屋まん太」がベースになっているが、高ヶ谷すずらん商店街や周辺に住む人の人情を主眼としており、世界観が対照的である。
『月刊コミックラッシュ』（ジャイブ）2007年12月号・2008年1月号で番外編『おまたせ! ピース電器店』が掲載され、後に同タイトルの短編集が発売された。
また、『月刊ヒーローズ』2018年8月号に掲載されたものと描き下ろしを収録した『能田達規作品集 おまつり！ピース電器店』が2018年に発売されている。2025年6月27日からはコミプレにて続編にあたる『おまつり！ピース電器店』の連載が開始された。

## あらすじ
時代は近未来（2000年後半。当時連載中の設定）東京下町の一角、高ヶ谷すずらん商店街にある天才科学者が店を構えた。その名は「ピース電器店」、ここに頼めば作れないモノはないというぐらい、高い技術力を持った町の電器屋であり、人は「何でも屋ピース電器店」と呼んでいた。そして、その開発力を支えるのが父親のピース貫太郎と、その長男ピース健太郎の2人である。しかし、この2人はお互い負けん気が強く、事あるごとに対立する。
そんな彼らや彼らの家族が中心となって、友人、ライバル、そして付近の住民を巻き込みながら、様々な事件が巻き起こされていく。

## 特色
前述の主人公のピース健太郎と父親のピース貫太郎（ピースオヤジ）らが開発する発明品（一部商品化している）によって巻き起こされる騒動が作品の中心となっている。また、バリエーションに富んだ展開が見られるのがこの作品の特色であり、時には健太郎らの超人的な活躍による事故現場からの救出劇や、幼馴染み立花桃子やクラスメート月影アイらを巻き込んだラブコメディ、ライバルのアズマ電器との争いをベースにして社会批判やアイロニーが込められた話、ピース親子や商店街の人々を題材に、職人、商売人としての倫理観を標榜した話、家族愛や人情を描いた心温まる話などがある。
主役は主としてピース健太郎であるが、時に妹のピース則子や弟のピース康介、父親のピース貫太郎、その他レギュラーキャラやゲストキャラが演じることもある。傾向は、大爆笑のドタバタ活劇（連載初期はこれが中心だったが、作者による原点回帰の意向もあり、100話を境にテンションが抑えられている）のほか、涙を誘うドラマチックな話、アクション映画ばりのヒロイックな救出劇、本格的なSF、学園ラブコメディーを始め、他にもほのぼのとしたホームドラマやプロ倫理に則った社会派テイストの強い作品、ナンセンスな知的ギャグなども見られる。また、作中にはゲームやアニメ、時事ネタなどのパロディも多い。
また、話のあちこちに作者が意識的に伏線をばらまいており、その中には最終回につながる大事な伏線もある。そして210話からは8話連続で最終回中編となっていて、最終話で円満完結を迎えた。
様々な発明品が多数登場することから『ドラえもん』あるいは『キテレツ大百科』のオマージュとも呼ばれ、カルト的な人気を博した。発行実績などから決して大きく売れた作品ではなかった（本人も初版部数が変わらなかったことを4コマの自虐ネタにしていた）が、公式HPや友人、アシスタントのHPを中心に、ピースリンクというWEBリンクを結ぶなど、ファン同士の交流は活発に行われていた。

## 主な登場人物

### ピース一家
ピース健太郎（ピースけんたろう）
本編の主人公で高ヶ谷中2年。トレードマークはいつも着用しているゴーグルとPマークの半被。発明を得意とする天才少年で、オヤジと共にピース電器店の商品開発を支え、持ち前の発想力で店での売り上げは父をも上回る。
自身の作る商品の傾向としては自動化を進める一方、外見や名前にファンシー系の要素を取り入れているのが特徴。このように趣味と実益を兼ねているため、理系分野は勉強せずとも好成績だが、文系科目は苦手で、特に英語は赤点続き。また、学校では耐えずトラブルを起こすためブラックリスト扱いされている。物忘れすることが多く、知らぬ間に東麗子にゴーグルに盗撮カメラを付けられていたことにも気が付かなかったり立花美果子の親友の西野麗子が東麗子であることに気が付かないなど鈍感な面もある。
ケンカは弱いが運動神経に優れ、時に超人的な活躍をする。幼馴染みの立花桃子とは恋人同士だが、本人にはいたわる自覚がないのか、いつも散々な目に遭わせている。月影アイに振り回されて桃子に誤解されたりして嫌われてしまうこともある。桃子と一緒にいる関係か、男友達より女友達と一緒にいることの方が多い。
インドア派で、鉄道関係に詳しく、ゲーム、プラモ、ラジコンなど趣味は多彩。なお、上述されている「文系科目が苦手」である理由については、物語終盤において自身と両親の過去とともに明かされることになる。
ピース貫太郎（ピースかんたろう）
健太郎の父親で、通称ピースオヤジ。42歳。トレードマークは丸縁の眼鏡。MITからNASAと驚異的な学歴を持つ天才科学者（その時代は大柄だが引き締まっていた体型）。『高ヶ谷すずらん商店街』に電器店、ピース電器店を経営する。健太郎とは逆に、実用性・性能重視で飾り気のない商品を作る傾向があるが、中には健太郎のようなファンシー系の要素を取り入れた商品もある。
本名は泰平ヒロシ（たいへいヒロシ）であり、ピース貫太郎という名前は、とある事情によって偽名を名乗っている。ちなみにピースは自身がNASAにいた時のあだ名である。
かなりお茶目な性格で負けず嫌い。そのため、彼が発明するものはただ飛ぶだけの巨大ロボとか用途不明なものも多い。アズコムの東和彦とは大学時代からのライバルで、何かにつけて競っていたが常に勝っていた。
太った体格だが、意外と運動神経は抜群で、草野球では特大ホームランを放っている。
ピース・M・幸子（ピース・エム・さちこ）
健太郎の母親で、通称ピースママ。33歳。出生はアメリカ。トレードマークは独特なカールヘアとブロンド。
ずば抜けた格闘センスと統率力を持つピース一家のカリスマ。その格闘の腕前は現役の諜報員である月影アイを起き抜けという状況でありながら無傷でいなしてしまうほどで、単純なパワーも超人的。家事や店の経理、出張サービスなどをそつなくこなす、絵に描いたような良妻賢母で、夫の貫太郎とは鴛鴦夫婦の間柄。至って温厚だが、ひとたび怒らせると誰にも制止できない。
若いころは軍の特殊部隊に所属し、その暗い過去は謎のベールに包まれているが、彼女に襲いかかるトラウマでもある。月面での事故から救い出し、心も救った貫太郎（ヒロシ）の傍にいることでトラウマから離れることが出来る様子。
ピース則子（ピースのりこ）
健太郎の妹で高ヶ谷小4年。トレードマークはヘアバンド。結構ませた性格で、大人向けの恋愛小説などを読んでいたりする。
ソフト開発に強く、コンピュータプログラミングを得意とする。その才能は研究員クラスで、時折近くの大学の講習に通っているほど。一方で、運動音痴、かつ手が不器用で、それをコンプレックスに持っている。結構泣き虫で、特に兄の健太郎にはしょっちゅう泣かされていて、健太郎の発明品で散々な目にあった時はその発明品を使って健太郎に因果応報のお仕置きをする。
ミャーのことが好きで、彼の世話は彼女がこなしている。
ピース康介（ピースこうすけ）
健太郎の弟で高ヶ谷小2年。楽観的な性格で、根は明るい。
とりわけ技術者として優れているわけではないが、健康そのもの、成績優秀、運動神経抜群、おまけに芸術分野でも幅広い才能を持つ。また、手先が器用で重機やメカを簡単に操縦できる。それ故、ピース一家いちの逸材とも言われる。
大人びた則子と比べるとずっと子供っぽく、特撮映画「ポンポコ戦隊ケモレンジャー」の大ファン。松井サクラというガールフレンド（彼女?）がいる。
トレードマークはスパローズの野球帽だが、いつも被っているのは髪の毛が金髪であり、幼少の時にそれでいじめられて隠しているのが理由であるが、最終回で帽子なしで生活できるようになった。
ミャー
ピース一家の一員であるオスの飼い猫。則子が拾ってきた。甘やかしすぎて駄猫となってしまったため、ネズミ一匹捕れない。

### その他
立花桃子（たちばな ももこ）
健太郎の幼馴染みで、クラスメート。恋人でもあり、本人は彼に一途だが、それが裏目に出ることもしばしば。親は果物店を経営しており、家業をよく手伝う孝行娘でもある。
大きなリボンがトレードマーク。リボンを取ると本人とは認識されないほどの美少女になる。14歳にしてビキニ水着が違和感がないほどの均整の取れた体形。
女友達に桐島キミ子、川崎さゆり、渡辺和子がいる。
月影アイ（つきかげ アイ）
健太郎のクラスメート。アイはコードネームから。しかし、それは表向きの姿で、秘密諜報機関「地球防衛軍」からピース一家を監視するために送り出されたスパイでもある。ピース電器の斜向かいにある中華料理店、香港亭に居候している。
立場上、ピース一家とは適度な距離を置かれているが、利害関係によっては健太郎らと行動することもある。また、健太郎には微妙な気持ちを抱いている描写が何回もある。
格闘の腕前もすさまじいものがあるが、ピースママにはとても叶わない。ピースママ同様、過去はあまり語られていない。
最終回で地球防衛軍の組織改編により一人の女の子に戻る。
立花美果子（たちばな みかこ）
高ヶ谷東高1年。桃子の姉で、中々の美人でスタイルも良くしっかり者。麗子のクラスメートで親友でもある。
さっぱりした性格でウジウジした人間が大嫌い。現実主義のようで、実は妹の桃子より夢見がち。私生活もガサツでだらしない面がある。
若松ノブ（わかまつ ノブ）
自転車店、若松サイクルの一人息子で、高校を中退して家業を継いでいる。健太郎と仲がよい。ミュージシャンとしての才能を持っており、ネットで公開して大反響を呼んだこともある。あるエピソードで失恋をしたが、最終的には中学時代同級生であった美果子に惚れている。
東麗子（西野麗子）（あずま（にしの） れいこ）
世界的IT企業アズコムの令嬢で、子会社の家電量販店「アズマ電器」取締役社長。ピース電器のライバルで、父親の面子を丸潰れにしたピース父子を目の敵にしている。
典型的な勝てば官軍主義でアズマ電器店開店初日に毒電波で店周辺にいる人々を洗脳してアズマ電器に買い物したくさせたり、健太郎のゴーグルに盗撮カメラを仕掛けて健太郎が作った商品を売り出す前に類似品を先に売り出したりとアズマ電器がピース電器店に勝つためなら手段を選ばない。
高校では普通の女子高生らしく振る舞いたい思いが強く、母方の姓、西野を名乗って公立の高ヶ谷東高校に通い学校生活を送っている。
美人ではあるが権威主義で高慢。だが、その一方でピース一家のような家庭生活に強い憧れを抱いており、その二律背反の感情が2つの姓に表れている。
東和彦（あずま かずひこ）
世界一の富豪とも言われるIT長者で最大手OS開発企業アズコムの会長。仕事の鬼でそれゆえに奥さんに逃げられている。
ピース貫太郎（泰平ヒロシ）とはライバル同士だが、変なことで意気投合したりもする。
香山美保（かやま みほ）
高ヶ谷中の英語教師で健太郎の担任。秋田県出身。将来を嘱望された優秀教師であったが、健太郎のせいで歯車が狂い出す。
美人ではあるのだが気が強く、男運がないため独身で、耐えず両親から縁談を持ち出されうんざりしている。運動神経は良く、スキーの腕はプロ級。私生活においてはずぼらで部屋は散らかり放題。ダメ映画フリークでゴン太のレンタルビデオ店の常連のひとりでもある。
松井サクラ（まつい サクラ）
康介のガールフレンドで、かなりのおませさん。言いたいことはズケズケ言ってくる。両親は共働きで、母親はデザイナーをしている。
松本マコト（まつもと マコト）
康介の友達で、おとなしい性格。教育ママの親がいる。
山口克則（やまぐち かつのり）
康介の友達。離婚により父親と2人暮しだったが、運動会の二人三脚リレーの際に戻ってくる。愛称はカッちゃん。
今井和夫（いまい かずお）
健太郎のクラスメートで数少ない男友達。オタク気質が強く、ワガママ。バレンタインデーなど色恋沙汰の悩み事で健太郎に度々泣きついてくる。
桐島キミ子（きりしま キミこ）
桃子の親友の1人。桃子より気が強い。放送部所属で、野生児タイプの男性が好みで、転校生に片思いしていた時があった。
渡辺和子（わたなべ かずこ）
桃子の親友の1人。クラス委員長で口うるさい。かなりコレクター癖がある。
川崎さゆり（かわさき さゆり）
桃子の親友。この作品に登場する女性キャラでは珍しく大人しい性格。密かに健太郎に憧れを抱いていて、愛犬家でケンケンという犬を飼っている。
浜田安太郎（はまだ やすたろう）
高ヶ谷商店街の鮮魚店「魚安」の店主。子供のころはヤンキー。既婚者であり、あおいという娘がいる。
大手スーパーの進出で売り上げ不振に悩んでいたところを健太郎の発明品によって助けられる。
柴田犬丸（しばた いぬまる）
健太郎のライバルとして現れた転校生。喧嘩っ早い性格で争いごとによく顔を出す。
親がペットショップを経営している関係か無類の動物好きで、犬やネコ、オウム、果ては牛やライオンまで飼っている。
田辺ツル江（たなべ ツルえ）
オカルトマニアで占いに凝っている怪しげな女子生徒。健太郎のクラスメート。
大門大作（だいもん だいさく）
健太郎の友人。両親は輸入雑貨店『奇怪堂』を営む傍ら、日々海外で修行に明け暮れている。
至って無口な武闘家でいつも学校や妹を放って修行に明け暮れている。そのせいで進級の単位が足りずに1年生からやり直しになるところだったが、健太郎の機転によって救われる。
大の妹思いで、妹を泣かす相手は容赦なく吹っ飛ばす。
大門文子（だいもん もんこ）
則子の親友。団子ヘアーが特徴の活発な女の子。中国で雑技団の経験を持っているほど運動神経はずば抜けている。「～ナリ」が口癖。大の兄思い。
安田セイタロ（やすだ セイタロ）
古書店「かえる堂」を営む傍ら漫画家を兼業している青年。漫画に関しては求道家とも呼べる部分があり、一切の妥協を許さない。
佐々木ゴン太（ささき ゴンた）
レンタルビデオショップを経営する青年。セイタロとは仲がよい。B級映画（本人曰くダメ映画）の大ファンで、成り行き上、彼の店はダメ映画ファンの聖地となってしまった。
高木タマ子（たかき タマこ）
タカギベーカリーの一人娘。則子の親友で、気立ての優しい性格。
亀田鶴子（かめだ つるこ）
駄菓子店「亀田屋」を仕切るお婆さん。子供たちにカメバーと愛称で呼ばれている。ピースママとは毎日挨拶を交わす間柄。年老いているが仕事はテキパキとしている。
ドクターDEX（ドクターデックス）
診療所を開業している怪しげな中国人。腕は立つが、結構仕事は手荒。山中トモミという美人の助手がおり彼女に好かれている。大の偏食家で野菜と豆腐しか食べない。
花山スミレ（はなやま スミレ）
高ヶ谷商店街の一角にある生花店の一人娘。大学に通う傍ら、家業を手伝っていた。心優しく穏和な性格で、ノブ君は当初彼女に惚れていた。
ノブ君やピースの介入により家業の心配がなくなったために、最終的には学業に専念してお店に顔を出さなくなってしまった（おそらく離れたところで一人暮らしをしている）。
野原美智子（のはら みちこ）
高ヶ谷中の国語教師兼2年1組担任。童顔でフリルの付いた服を好み、とても教師とは思えない格好をしている。
彼氏とは熱愛中であり彼氏が学校に来て関係を見せびらかす程の全く遠慮のない性格なので、香山先生は彼女を快く思っていない。
松山光太郎（まつやま こうたろう）
高ヶ谷小学校4年2組、則子の担任教師。爽やかな二枚目で、青春に突っ走る傾向がある。則子は彼に憧れを抱いている。
青木クニ子（あおき クニこ）
則子の親友。しっかり者で、則子が苛められたときは率先して彼女を庇う。桃子に対するキミ子に似た存在。
杉並カンナ（すぎなみ カンナ）
則子のクラスメートで高慢なお嬢様。親は大病院の院長を務めておりかなりの豪邸。
クラスメートの木村君に憧れる余り、彼が関心を示している則子に対して敵対意識を持つようになる。
桜井薫（さくらい かおる）
高ヶ谷小学校2年3組、康介の担任教師。理想の教育を夢見ているが、若さ故に現実を突きつけられる度、泣かされている。
野中源三（のなか げんぞう）
桃子の母方の祖父。典型的な昭和の頑固親父の性格で極度のハイテク嫌い。そのため農作業も時代錯誤な力仕事でしかやらない。
孫娘の桃子と親しく、おまけにハイテク好きの健太郎を快く思っていないため、夏休みに桃子、美果子姉妹とピース兄弟が一緒に自宅にやってきた時に健太郎を農作業や薪割り、五右衛門風呂炊きといった時代錯誤な力仕事で奴隷のようにこき使う。その反面妹の則子、弟の康介には甘い。
服部政子（はっとり まさこ）
高ヶ谷中の保健師。しかし、それは仮の姿で本業は内閣官房長官直属の諜報部員として健太郎の監視を行っていたが、貫太郎（ヒロシ）に正体を見破られ｢健太郎にちょっかいを出すんじゃないぞ｣と釘を刺される。
最終回で別の保健師に代わった形で姿を消す。

## 単行本未収録回
『週刊少年チャンピオン』1997年44号に掲載された第45話「ゲームの星」は、ピース則子が製作したゲームソフト「ミャーのプニョプニョ大作戦」がゲーム誌『バミ通』のクロスレビューで低評価とされ、バミ通の親会社にあたるアズマ電器製作のゲームが高評価とされたことに憤り、健太郎をはじめ家族ぐるみで奮闘するといった内容だったが、ゲーム業界と出版業界の関係を暗に批判する内容も含まれていた。そのため『バミ通』のモデルとなった『ファミ通』編集部から『週刊少年チャンピオン』編集部に宛て抗議が寄せられ、単行本への収録が見送られた。